# Марков, Иван (футболист, 2004)
Иван Марков (род. 9 октября 2004, Чадыр-Лунга, Гагаузия) — молдавский футболист, вратарь комратского «Олимпа».

## Карьера
Воспитанник Чадыр-Лунгской школы футбола. Занимался футболом в местных командах. В июле 2022 года перешёл в молдавское «Динамо-Авто». Дебютировал за клуб 15 октября 2022 года в матче против «Сфынтул Георге». По итогу первой половину сезона футболист вместе с клубом занял последнее место в турнирной таблице и отправился во вторую фазу за место в Суперлиге. Вместе с клубом стал победителем раунда плей-офф, где в финале 24 мая 2023 года победил кишинёвскую «Викторию». По окончании сезона футболист покинул тираспольский клуб. В сентябре 2023 года футболист присоединился к комратскому «Олимпу». В сентябре 2024 года присоединился к азербайджанскому клубу «Загатала».

## Статистика
| Сезон   | Дивизион | Клуб           | Страна            | Матчи | Голы |
| ------- | -------- | -------------- | ----------------- | ----- | ---- |
| 2021/22 | Д2       | Суклея         | Флаг Молдовы      | ?     | ?    |
| 2022/23 | Д1       | Динамо-Авто    | Флаг Молдовы      | 13    | −16  |
| 2023/24 | Д2       | Олимп (Комрат) | Флаг Молдовы      | ?     | ?    |
| 2024/25 | Д2       | Загатала       | Флаг Азербайджана | 14    | −15  |